# Річард Вест

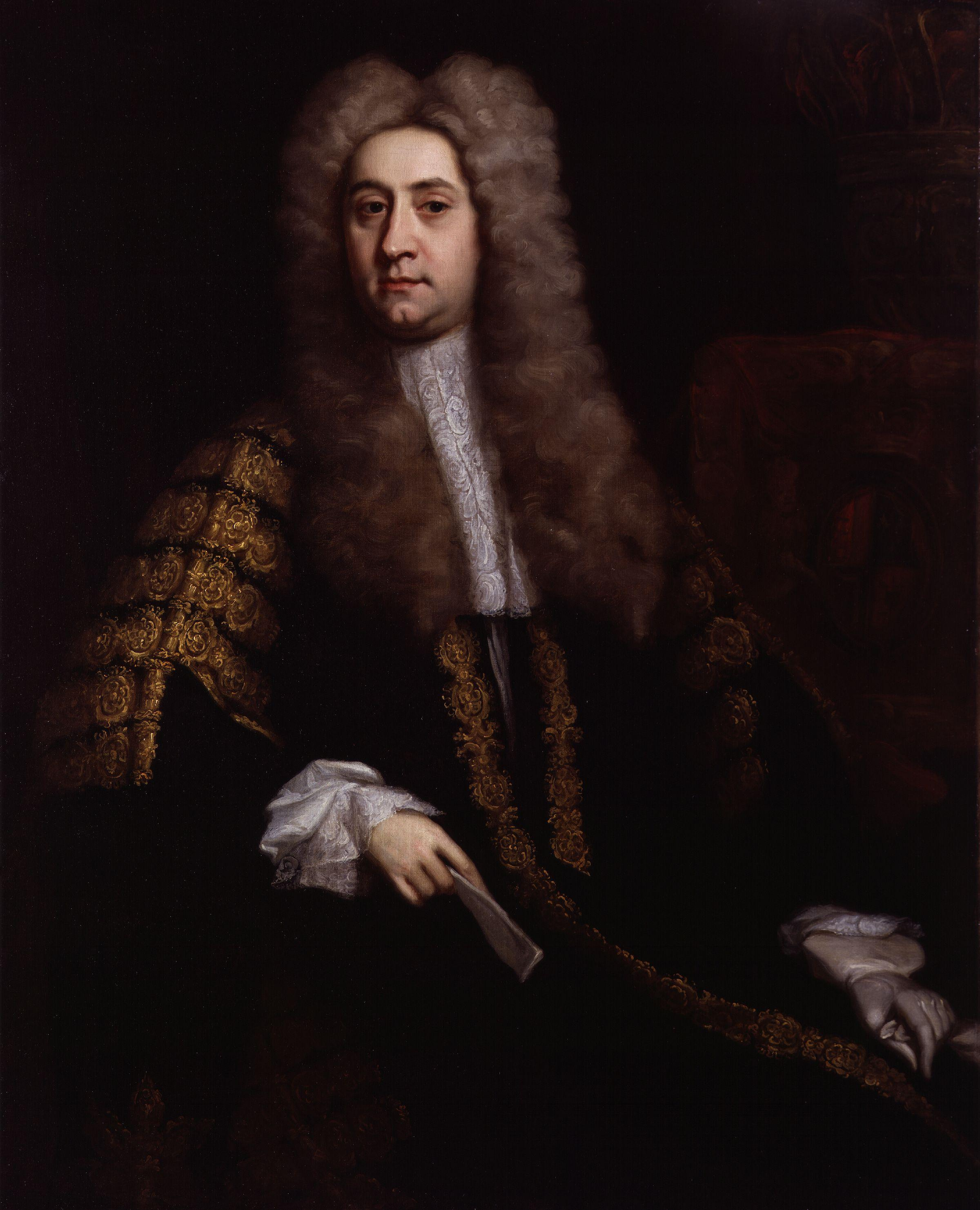
Річард Вест (1691—1726).

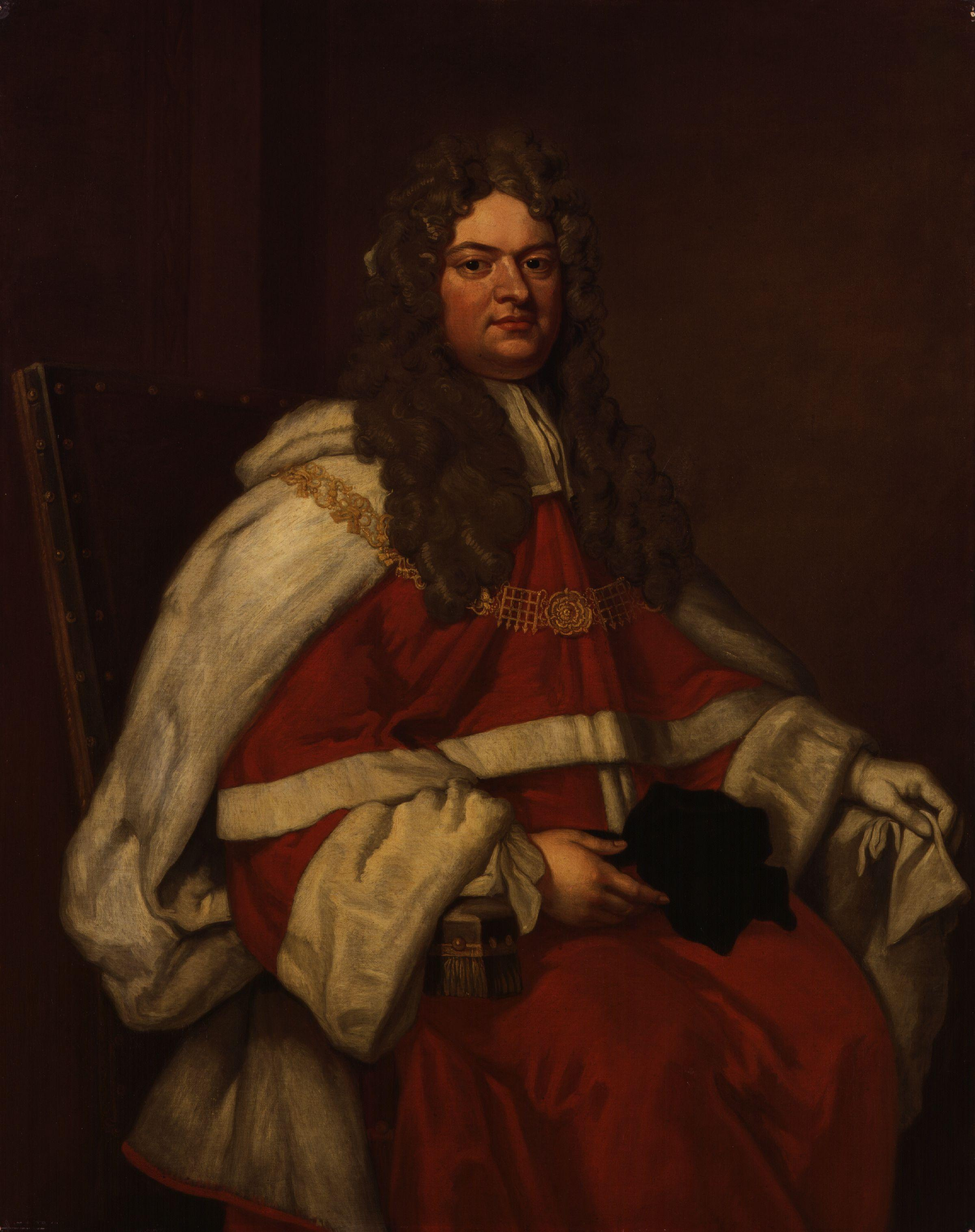
Томас Паркер (1666—1732).

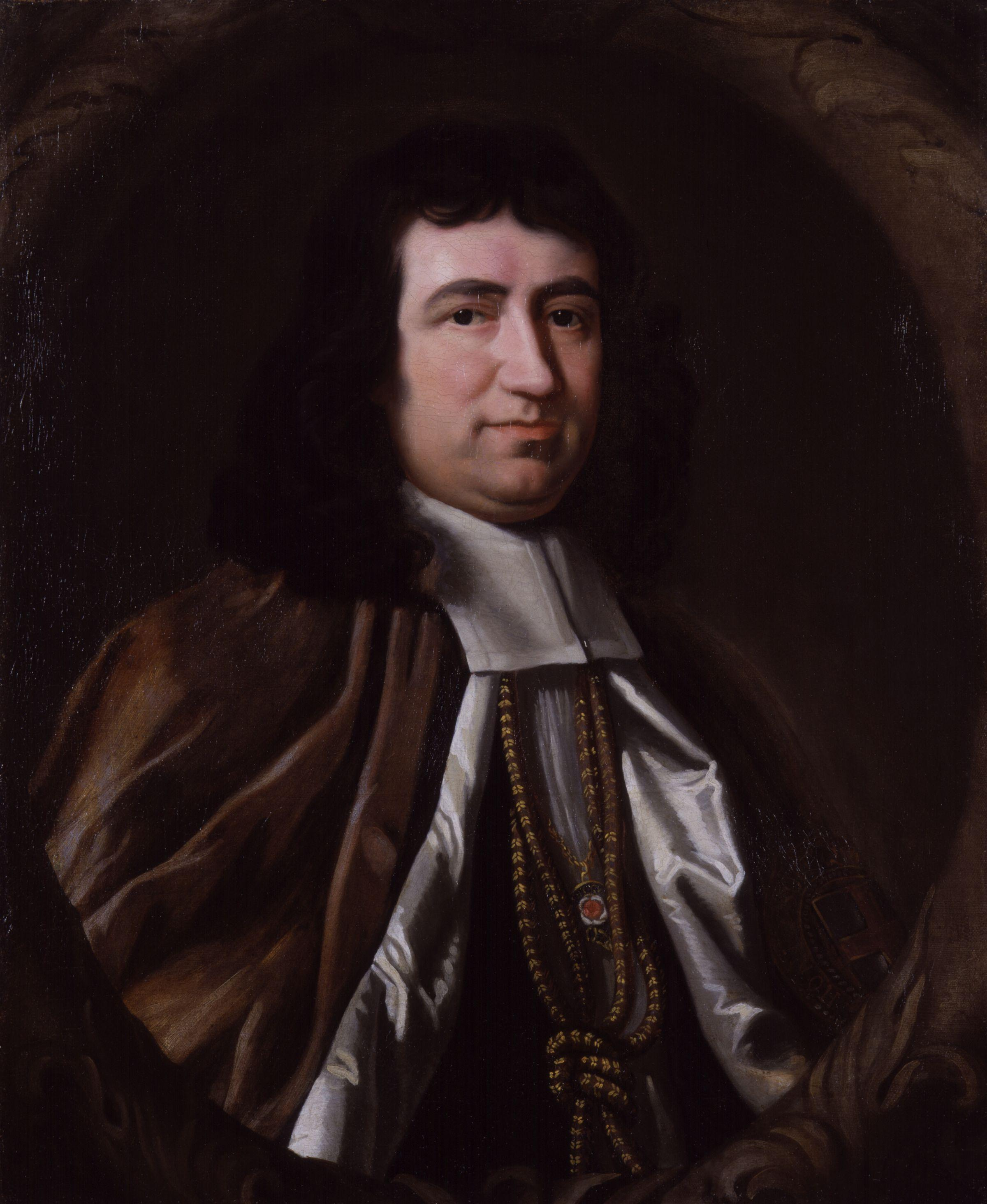
Гілберт Барнет (1643—1715).

Річард Вест (близько 1691 — 3 грудня 1726) — ірландський та англійський адвокат, суддя, письменник, драматург, політик, депутат Палати громад парламенту Великої Британії з 1721 по 1726 рік, лорд-канцлер Ірландії з 1725 по 1726 рік, спікер Палати лордів парламенту Ірландії в 1725—1726 роках.

## Життєпис

### Походження
Річард Вест народився в Лондоні в родині Річарда Веста Старшого — торговця, що пережив його. Його сестра вийшла заміж за іншого англійського торговця — Джона Гловера і була матір'ю поета Річарда Гловера. Кажуть, що майбутній поет був улюбленцем свого дядька.

### Кар'єра
Річард Вест почав кар'єру адвокатом в 1714 році і став одним з найвідоміших адвокатів Великої Британії за надзвичайно короткий час. У 1717 році він був призначений радником короля Великої Британії та Ірландії та лавником юридичної школи «Іннер-Темпл». Він був обраний депутатом Палати громад парламенту Великої Британії від Грампаунда на додаткових виборах у 1721 році. На загальних виборах 1722 року він був обраний депутатом від Бодміна. У Палаті громад парламенту Великої Британії він заробив собі репутацію одного з керівників імпічменту Томаса Паркера — І графа Макклсфілд, лорда-канцлера Великої Британії за звинуваченнями в корупції в 1725 році: його промова обвинувачення була описана як «майстерна». Невдовзі після цього він поїхав до Ірландії працювати на посаді лорд-канцлера Ірландії, хоча було сказано, що він волів би стати працювати юристом та політиком в Лондоні. Вважається, що його друг, архієпископ Х'ю Боултер, що нещодавно був переведений на кафедру Арма і хотів, щоб Річард Вест допоміг йому в Ірландії, зіграв вагому роль у його переїзді до Ірландії.
Як лорд-канцлер він отримав репутацію виняткової суворості у виконанні кримінальних законів щодо ірландців та католиків. У справі «Леймор проти Бурка» він поширив дію кримінального закону, щоб охопити не лише справжніх, але й прихованих католиків, остання категорія включала протестантів, які одружилися з католичками. Незважаючи на свою суворість проти римо-католиків, Річард Вест відзначався комунікабельністю та розумом, і його ранню смерть багато хто оплакував: його давній друг Г'ю Боултер, архієпископ Арма, писав, що «його смерть дуже оплакується тут усіма… Я дуже стурбований цією втратою, а також щиро стурбований жахливим ударом, який це завдало його родині».

## Письменник
Річард Вест був найбільш незвичайним серед суддів та юристів — він був письменником та драматургом. Він написав п'єсу коли був на державній посаді: п'єса «Гекуба», його переклад французької трагедії, була поставлена в театрі «Друрі Лейн». Як із сумом зізнався навіть його автор, п'єса провалилась — було тільки три вистави і то театр під час вистав був майже порожнім. Він був більш успішним як памфлетист, його найвідомішими роботами були «Дискурс про державні зради та векселі людей, у яких все конфіскували» (1716) і «Дослідження походження та способу створення перів» (1719).

## Родина
Річард Вест одружився з Елізабет Бернет — донькою Гілберта Бернета, єпископа Солсберійського та його другої дружини голландського походження Мері Скотт (Марії Шотте); чутки про те, що вона йому зрадила, схоже, не мають жодних підстав. У них було двоє дітей: Річард Вест Молодший і Моллі Вест, що вийшла заміж за Джона Вільямса. Річард Вест Молодший (1716—1742) перед своєю ранньою смертю зробив собі певне ім'я як поет: його досі пам'ятають завдяки його дружбі з Томасом Ґреєм, яку згадують у сонеті Ґрея на смерть Річарда Веста.

## Смерть
У листопаді 1726 року Річард Вест захворів «на сильну застуду й гарячку», але оскільки йому було лише близько тридцяти п'яти років і він, здавалося, добре реагував на лікування, його випадок не вважався серйозним. Однак 3 грудня він несподівано помер. Чутки про те, що його отруїла дружина чи політичний ворог, безпідставні. Він похований у церкві Святої Анни на Доусон-стріт у Дубліні.

## Спадок
Його рання смерть залишила його родину в серйозних фінансових труднощах, особливо тому, що його батько, який пережив його на кілька місяців, не залишив заповіту, і згідно з юридичною порадою, яку вони отримали, вдова та діти Річарда Веста не мали права на його маєток. Незрозуміло, що сталося з власними грошима вдови, але їх, безсумнівно, мало вистачити на життя: її мати, голландка, Марія Скотт, мала велику спадщину і статки, а її батько, єпископ, у власному заповіті щедро забезпечив усіх своїх дітей. З іншого боку, її чоловік залишив по собі «рівно стільки, щоб погасити свої борги в обох країнах». Репутація місіс Вест також постраждала від чуток, майже напевно неправдивих, про те, що вона мала роман із секретарем свого чоловіка Джоном Вільямсом, пізніше її зятем, і ще більш диких чуток про те, що вони його отруїли. Короля Великої Британії та Ірландії Георга I переконали надати їй пенсію, яку Георг II продовжив. Незважаючи на пенсію, її чекали важкі часи, і останні роки вона провела на утриманні Джозіа Такера, декана Глостера.